# Aziz El Khanchaf
Aziz El Khanchaf (Orléans, 25 augustus 1977) is een Franse voetballer van Marokkaanse afkomst. Hij speelt bij de Belgische derdeklasser URS Centre en kan uitgespeeld worden als middenvelder of aanvaller. Voordien speelde hij bij onder andere SK Ronse, RC Paris, Stade Lavallois, RAEC Mons en RS Waasland.

## Carrière
- 1996-2000 : Stade Lavallois

- 2000-2002 : ES Wasquehal

- 2002-2004 : RC Paris

- 07/2004-07/2006 : SK Ronse

- 07/2006-08/2007 : RAEC Mons

- 08/2007-07/2009 : RS Waasland

- 07/2009-01/2010 : Boussu Dour Borinage

- 01/2010-07/2010 : KVC Willebroek-Meerhof

- 07/2010-... : URS Centre